# Jean-Yves Monnat
Pour les articles homonymes, voir Monnat.
Jean-Yves Monnat est un biologiste et naturaliste français né le 2 avril 1942 à Locmiquélic et mort le 18 décembre 2023 à Goulien.

## Biographie
Membre de la Société pour l'étude et la protection de la nature en Bretagne dès l'âge de 17 ans, Jean-Yves Monnat s'engage dans une carrière scientifique. Titulaire au laboratoire de zoologie de l'université de Bretagne occidentale, il est un spécialiste reconnu de la mouette tridactyle, qu'il étudie depuis 1979. Le suivi qu'il effectue de la colonie du Cap Sizun s'étend sur plusieurs dizaines d'années.
Responsable du projet « Mouette tridactyle » auprès du CRBPO (Muséum d'histoire naturelle de Paris), il est l'auteur ou le coauteur de plusieurs livres et publications naturalistes sur le sujet.
Jean-Yves Monnat est également un spécialiste des lichens, sur lesquels il a beaucoup publié  et qu'il s'attache à faire connaître par le biais de sorties naturalistes sur le terrain,.
Stoecharthrum monnati Kozloff 1993, un parasite orthonectide, a été nommé en son honneur.
Jean-Yves Monnat a par ailleurs recueilli et enregistré plus de 900 chansons traditionnelles bretonnes, entre 1963 et 1979. Ces collectes sont centrées sur le Pays Vannetais et en particulier le Pays Pourlet. Après en avoir assuré une transcription fidèle proche de l'oral, il a déposé l'ensemble de son travail de collecte à l'association Dastum, qui en assure la conservation et la diffusion sur sa base de données en ligne Dastumedia. 
Sa passion pour la tradition orale chantée prend racine lors de ses études à l'université de Rennes. Dans une période marquée par le renouveau culturel breton, il y raconte avoir "rencontré la Bretagne" et devient chanteur dans les festoù-noz et professeur amateur de danses bretonnes. A Brest, au début des années 1960, il fait la rencontre marquante de l'ethnologue Donatien Laurent, avec qui il lie une forte amitié. Ce dernier demandera plus tard à Jean-Yves Monnat d'assurer la transcription des manuscrits de Yves Le Diberder, un fonds écrit comprenant plus de 800 chansons du pays vannetais.
Son fils Tanguy Monnat est rédacteur en chef de Bretagne Magazine.
Il meurt le 18 décembre 2023 à Goulien (presqu’île du Cap Sizun), à l’âge de 81 ans.

## Filmographie
Jean-Yves Monnat a été le sujet de plusieurs films documentaires, dont :
- L'Homme aux mouettes, réalisé par Micheline Paintault et produit par le Centre national de documentation pédagogique (CNDP) en 1989, d'une durée de 18 min ;
- Chronique d'une falaise sans histoire, réalisé par Yvon Legars et produit par Lazennec Bretagne en 1991, d'une durée de 26 min.